# 에스케이인포섹
SK인포섹(SK infosec)은 2000년 설립된 정보보안 전문업체이다.
SK 그룹의 계열사 중 하나로 대한민국 내 정보보호컨설팅, 보안관제서비스, 보안 SI분야 시장점유율 1위 기업이다.
정보보안 서비스분야 시장점유율을 바탕으로 개인정보탐지솔루션인 '이글아이'와 웹쉘 탐지 및 대응 솔루션 '안티웹쉘(Anti-Webshell)' 등을 개발하였다.

## 주요 사업
- 보안관제 서비스

- 미래부 지정 보안관제 전문업체로서 인텔리전스 제공하며 빅데이터 분석 기술을 보유하고 있다.
- 서비스 유형: 원격 관제서비스, 파견 관제서비스, 클라우드 관제서비스
- 보안컨설팅 서비스

- 보안컨설팅 전문업체 미래부 지정 보안컨설팅 전문업체이며 ISMS/개인정보보호/모의해킹 등의 서비스를 제공한다.
- 2016년 업계 상승
- 보안솔루션 & SI - 정보보안 전문 솔루션을 판매 및 구축하고 있으며, 개인정보보 검색 및 유출차단 솔루션 '이글아이'와 웹쉘 탐지 및 대응 솔루션 '안티웹쉘', 웹 악성코드 탐지 전용 솔루션 'MDS', 이메일 APT 솔루션 'eAPT insight'[2]등이 대표적이다.

- 융합보안 - 물리융합보안컨설팅을 제공하며 물리보안시스템/상황실 구ss축이 주요 업무이다.
- 고객IT 서비스 - IT Service Desk 및 보안 콜센터를 운영하며 차세대 Total PC/OA 서비스를 제공한다.